# Alfred Lanzon
Alfred John Lanzon (18 novembre 1916 – 2 giugno 1979) è stato un pallanuotista maltese che ha partecipato ai Giochi di Berlino 1936.